# Norembega
Norembega est une communauté non constituée en municipalité canadienne située dans le district de Cochrane dans la province de l'Ontario.

## Géographie
Norembega est situé sur l'autoroute 674 à l'est de Cochrane. Pour les recensements de Statistique Canada, la communauté est comprise dans les données du territoire non organisé de Cochrane, Unorganized, North Part.

## Annexe